# Edmond Siot-Decauville
Edmond-Gustave Siot-Decauville (* 22. November 1841 in Coulommiers, Département Seine-et-Marne; † 21. März 1908 in Paris) war ein französischer Bildgießer und Galerist. Gemeinsam mit seiner Ehefrau Elise betrieb er die Pariser Kunstgießerei und Galerie Siot-Decauville.

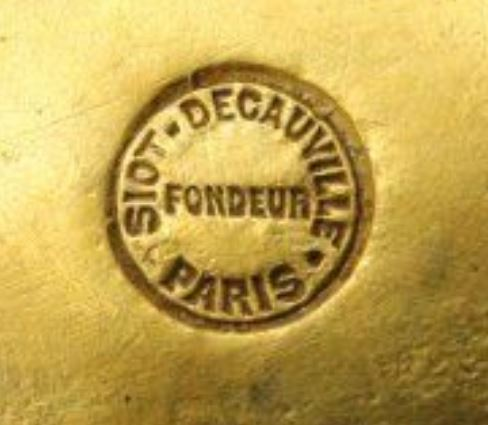
Gießereistempel Fondeur Siot-Decauville, Paris

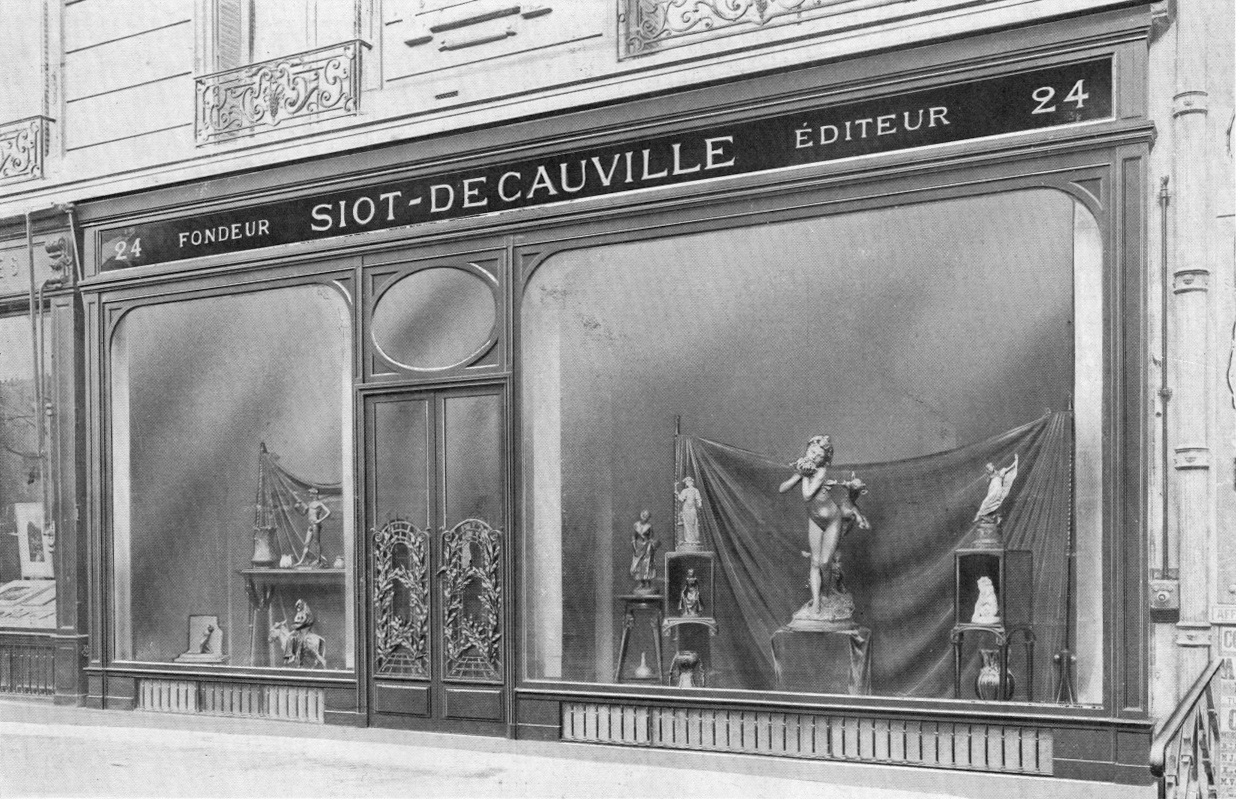
Außenansicht der Galerie Siot-Decauville am Boulevard des Capucines 24 in Paris, 1909

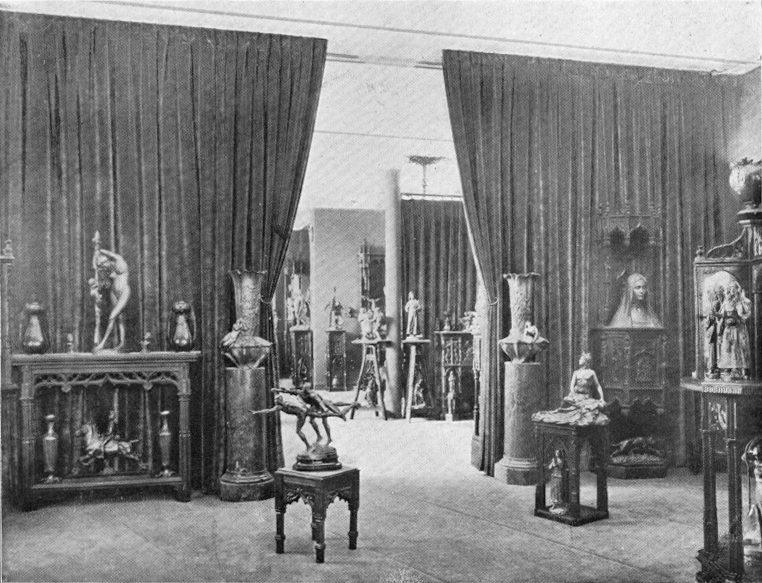
Blick in die Ausstellungsräume, 1909

## Leben
Edmond-Gustave Siot war der Sohn von Louis Antoine Stanislas Siot (* 1801) und dessen Ehefrau Anastasie Ferrand. Zusammen mit Elise Decauville (* 1846), der Tochter von François David Decauville (1811–1872) und Caroline Loyseau (* 1820), die er 1865 heiratete, gründete er 1860 die Bildgießerei Siot-Decauville in der Pariser Rue Villehardouin 8/10. Zusätzlich zur Produktionsstätte eröffneten die Éditeurs d’art zunächst eine Verkaufsgalerie auf dem Boulevard des Italiens, später dann auf dem Boulevard des Capucines 24.
Die Bronze- und Zinnhütte produzierte Werke vieler Künstler dieser Zeit wie Jean-Léon Gérôme, Georges Gardet, Juste-Aurèle Meissonnier, Antonin Mercié, Albert Bartholomé, Honoré Daumier Laurent Marqueste, Claudius Marioton, Georges Récipon, Pierre-Felix Masseau, Jean-Antoine Injalbert, Charles Vital-Cornu, Agathon Léonard, Charles Valton und François-Raoul Larche. Die Firma stellte auch Bronzeteile für Möbel her. Von 1888 bis 1891 arbeitete die Firma mit dem Gießer und Spezialisten für farbige Patinas, Léon Perzinka, unter der Signatur Siot & Perzinka zusammen.
Anlässlich der Weltausstellung Brüssel 1897 wurde Siot-Decauville als Ritter in die Ehrenlegion aufgenommen. Nach Edmond Siot-Decauvilles Tod 1908 führten seine Witwe und sein Sohn Paul (1867–1948) die Firma bis 1926 weiter. Nach 1920 zog die Gießerei in die Avenue Victor-Emmanuel III 63. Ab dieser Zeit wurde die Fertigung auf das Wachsausschmelzverfahren umgestellt.